# 舍曼新城
舍曼新城（法語：Villeneuve-au-Chemin，法語發音：[vilnœv o ʃəmɛ̃]）是法国奥布省的一个市镇，位于该省西南部，属于特鲁瓦区。

## 地理
舍曼新城（48°5'22"N, 3°51'1"E）面积3.35 平方千米，位于法国大東部大區奥布省，该省份为法国中北部省份，北起马恩省，西接塞纳-马恩省，西南至约讷省，东南至科多尔省，东临上马恩省。
与舍曼新城接壤的市镇（或旧市镇、城区）包括：奥特地区库尔桑、埃尔维勒沙泰勒、蒙费、沃农。

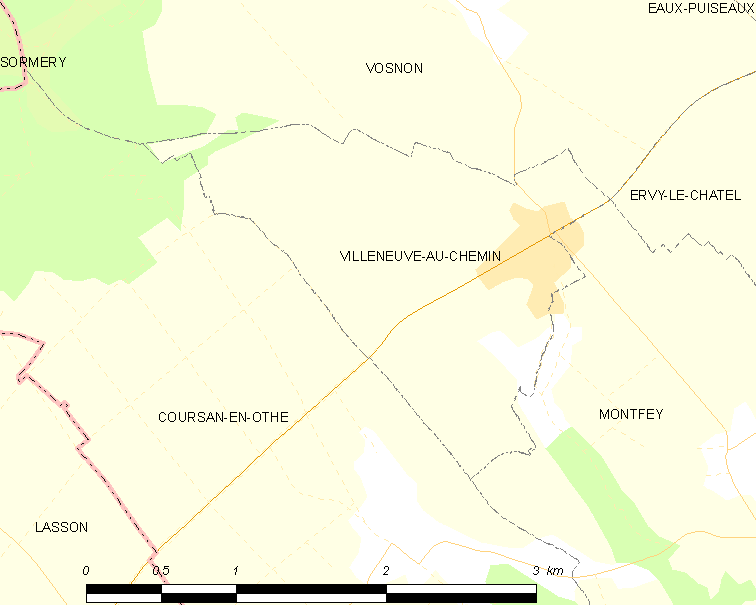
舍曼新城的OSM定位图

舍曼新城的时区为UTC+01:00、UTC+02:00（夏令时）。

## 行政
舍曼新城的邮政编码为10130，INSEE市镇编码为10422。

## 政治
舍曼新城所属的省级选区为艾克斯-维勒莫尔-帕利斯县。

## 人口

1962-2008年间舍曼新城人口变化图示

舍曼新城于2022年1月1日时的人口数量为196人。